# Bryan Fletcher
Bryan Fletcher (Steamboat Springs, 27 juni 1986) is een Amerikaanse noordse combinatieskiër. Hij vertegenwoordigde zijn vaderland op de Olympische Winterspelen 2014 (Sotsji) en op de Olympische Winterspelen 2018 (Pyeongchang).

## Carrière
Bij zijn wereldbekerdebuut, in januari 2009 in Val di Fiemme, scoorde Fletcher direct zijn eerste wereldbekerpunten. In december 2010 eindigde hij in Ramsau voor de eerste keer in zijn carrière in de top tien van een wereldbekerwedstrijd. Op 11 maart 2012 boekte hij in Oslo zijn eerste wereldbekerzege.
Fletcher nam in zijn carrière vijf keer deel aan de wereldkampioenschappen noordse combinatie. Zijn beste individuele prestatie was een vijfde plaats op de wereldkampioenschappen noordse combinatie 2015 in Falun. Twee jaar eerder veroverde hij samen met Taylor Fletcher, Todd Lodwick en Bill Demong de bronzen medaille in de landenwedstrijd.
Tijdens de Olympische Winterspelen van 2014 in Sotsji eindigde Fletcher als 22e op de grote schans en als 26e op de normale schans. In de landenwedstrijd eindigde hij samen met Todd Lodwick, Taylor Fletcher en Bill Demong op de zesde plaats. Vier jaar later in Pyeongchang eindigde hij als zeventiende op zowel de normale schans als de grote schans. Samen met Taylor Fletcher, Ben Berend en Ben Loomis eindigde hij als tiende in de landenwedstrijd.

## Resultaten

### Olympische Winterspelen
| Jaar | Plaats      | Resultaten                                 |
| ---- | ----------- | ------------------------------------------ |
| 2014 | Sotsji      | 26e Gundersen NH 22e Gundersen LH 6e Team  |
| 2018 | Pyeongchang | 17e Gundersen NH 17e Gundersen LH 10e Team |

### Wereldkampioenschappen
| Jaar | Plaats        | Resultaten                                              |
| ---- | ------------- | ------------------------------------------------------- |
| 2007 | Sapporo       | 40e 7,5 km Sprint 9e Team                               |
| 2011 | Oslo          | 22e Gundersen NH 30e Gundersen LH 4e Team NH 6e Team LH |
| 2013 | Val di Fiemme | 14e Gundersen NH · 23e Gundersen LH · Team              |
| 2015 | Falun         | 21e Gundersen NH 5e Gundersen LH 7e Team 9e Teamsprint  |
| 2017 | Lahti         | 14e Gundersen NH 31e Gundersen LH 8e Team 9e Teamsprint |

### Wereldbeker
Eindklasseringen
| Seizoen   | Plaats |
| --------- | ------ |
| 2009/2010 | 65e    |
| 2010/2011 | 30e    |
| 2011/2012 | 17e    |
| 2012/2013 | 21e    |
| 2013/2014 | 18e    |
| 2014/2015 | 12e    |
| 2015/2016 | 20e    |
| 2016/2017 | 34e    |
| 2017/2018 | 29e    |

Wereldbekerzeges
| Datum         | Plaats | Onderdeel       |
| ------------- | ------ | --------------- |
| 10 maart 2012 | Oslo   | 10 km Gundersen |